# 엘리스의 파이돈
엘리스의 파이돈(그리스어: Φαίδων, 라틴어: Phaidon, 기원전 5세기? ~ 기원전 4세기?)은 고대 그리스의 철학자이자, 엘리스 학파의 창설자.

## 생애
파이돈은 기원전 5세기의 마지막에 엘리스에서 태어났다. 기원전 401년부터 기원전 400년, 엘리스와 스파르타의 전쟁으로, 파이돈은 포로가 되었다. 아테네에서 소년애의 매춘숙의 노예 (남창)가 되어, 그 미모는 평판이 되었다. 그리고 소크라테스의 제자가 되어, 소크라테스의 눈에 띄어 그에게 신청 되어 자유의 몸으로 해 주었다. 테이바이의 케베스나 플라톤과는 친구였던 것 같고, 플라톤의 대화편 '파이돈'에 그 이름을 남기고 있다 (아이스키네스에도 동명의 대화편이 있다). 그러나, 아테나이오스는 플라톤의 파이돈관의 정확성을 부정해, 플라톤과 파이돈의 관계는 우정은 아니었다고 말하고 있다.
소크라테스의 사후 곧, 파이돈은 엘리스로 돌아와, 엘리스 학파를 일으켰다. 제자들 중에는 안키퓨로스, 모스코스, 그리고 계승자인 프레이스타노스가 있었다. 그 후, 메네데모스와 프레이우스의 아스크레피아데스에 의해서 에레트리아에 장소를 옮겼다. 그것은 에레트리아 학파로서 알려져 (예를 들어 키케로 등에 의해) 자주 메가라 학파와 동일시 되고 있다.

## 철학
파이돈의 교의는 모르고, 플라톤의 '파이돈'으로부터 추측하는 것도 할 수 없다. 저작은 현존하고 있지 않지만 대화편의 형식이었던 것 같다. 파나이티오스는 '조퓨로스 (Ζώπυρος)'와 '시몬 (Σίμων)'은 진짜 작품이지만, 그 이외에 대해서는 의심하고 있었다고 한다. 세네카는 '덕을 얻는 유일한 방법은 좋은 사람들의 사회에 틀어박혀 있는 것이다'라는 파이돈의 격언을 남기고 있다.

## 참고 문헌
- 본 문서에는 현재 퍼블릭 도메인에 속한 브리태니커 백과사전 제11판의 내용을 기초로 작성된 내용이 포함되어 있습니다.